# Дом с совами (Выборг)
«Дом с совами» — доходный дом в Выборге, построенный в начале XX века по проекту архитектора Отто Вартиоваары и получивший известность как место пребывания В. И. Ленина и Н. К. Рериха. Расположенный на углу улиц Тургенева и Володарского четырёхэтажный дом в стиле северный модерн включён в перечень памятников архитектуры Выборга в качестве объекта культурного наследия России регионального значения.

## История
Для здания, возведённого в 1908 году по проекту выборгского архитектора Отто Вяйнё Вартиоваары, характерны типичные признаки доходного дома. Если фасад декорирован в национально-романтическом духе, то обращённая во двор стена гладко оштукатурена и лишена украшений. Оригинальность фасаду придают два эркера в три окна на уровне трёх верхних этажей, завершающиеся мансардами. В числе элементов декора — стилизованные изображения растений, солнца, лир, а также обитательниц местных лесов — сов. Именно сова с короной на голове с фасадных эркеров со временем стала известна как один из символов Выборга. В тот же период в Выборге выстроены жилой дом компании «Пеликан» и жилой дом компании «Альфа», в оформлении фасадов которых также нашла отражение птичья символика.
Незадолго до Октябрьской революции в Выборге около двух недель в сентябре — октябре 1917 года скрывался В. И. Ленин, руководивший партийной работой по непосредственной подготовке восстания. Прибыв из Гельсингфорса 24 сентября 1917 года, первый день в Выборге он провёл в квартире депутата Эверта Хуттунена, главного редактора местной рабочей газеты. Но для целей конспирации квартира Хуттунена в «доме с совами» плохо подходила: вблизи располагалось участковое отделение полиции. Вечером Ленин уехал, чтобы поселиться в квартире другого журналиста-социал-демократа, Юхо Латукки, в небольшом деревянном домике на окраине Выборга. Кратковременному пребыванию революционера в доме посвящена памятная доска на фасаде, открытая в 1977 году в ознаменование 60-й годовщины Октябрьской революции.
А с октября 1918 года по май 1919 года одну из квартир дома занимал художник Н. К. Рерих с семьёй, оказавшийся отрезанным от Родины в результате революции. В Выборге он написал большое количество картин, в том числе «Покаяние», «Жар земли», «Выборг. Осень», «Отверженный», «Дождевые облака», «Зов солнца», «Выборгская крепость». В честь пребывания деятеля русской и мировой культуры на боковом фасаде здания в 2019 году установлена вторая мемориальная доска по проекту искусствоведа А. Г. Мартыновой, опубликовавшей исследования о выборгском периоде жизни художника. В комитете по культуре Ленинградской области отметили, что памятная доска существенно повысила значимость памятника архитектуры.
Дом, в ходе советско-финских войн (1939—1944) получивший сравнительно малозначительные повреждения, продолжает использоваться в качестве жилого.
В 2024 году житель Выборга обнаружил на стене одной из парадных дома оригинальный настенный орнамент, характерный для декорирования интерьеров доходных домов в стиле северный модерн. Орнамент представляет из себя трафаретную роспись с элементами драпировки. При расчистке выявлено не менее 7 наслоений масляной краски советского и новейшего периодов. 
- Изображение совы
- Памятная доска, посвящённая В.И. Ленину
- Изображение лиры
- Памятная доска, посвящённая Н.К. Рериху
- Исторический орнамент, украшавший парадные лестницы дома (расчищенный участок).
- Исторический орнамент, украшавший парадные лестницы дома (расчищенный участок).